# Vredegerecht

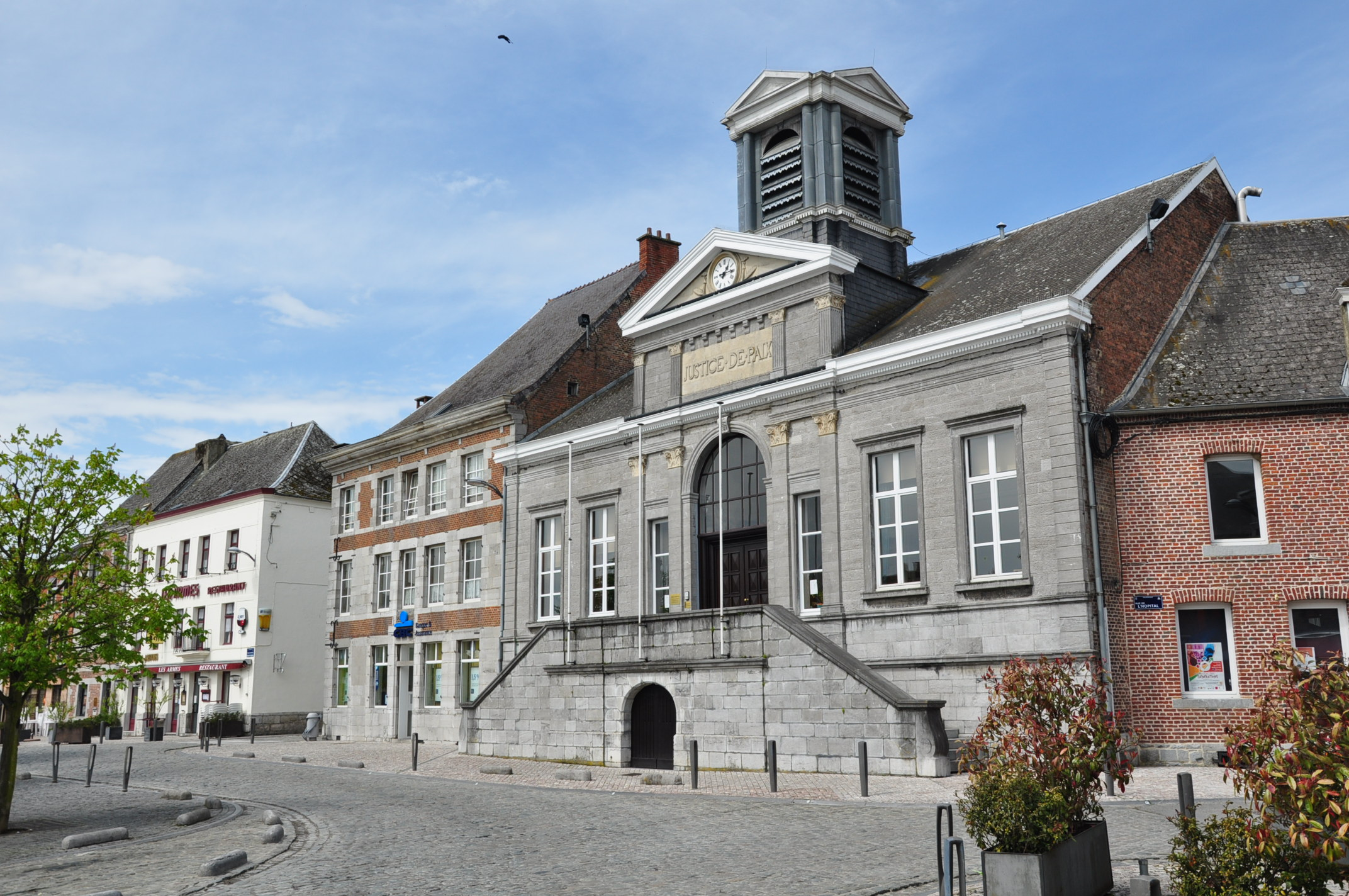
Het voormalig vredegerecht "Justice de Paix" in Philippeville (Provincie Namen, België). In september 2016 werden de functies van dit gerecht overgenomen door het nabijgelegen Couvin, in het kader van een reorganisatie van de rechterlijke macht in België door Minister van Justitie Koen Geens, het zgn. "Plan Vredegerechten".

Een vredegerecht is in sommige landen, waaronder België, een rechtbank voorgezeten door een vrederechter: een alleen zetelende magistraat die relatief snel oordeelt in kleine zaken, die dicht bij de burger staan. De vrederechter is de gemakkelijkst toegankelijke rechter en van oudsher het feitelijke gezicht van de rechtspraak bij de burger in landen waar het rechtsstelsel op de Franse Code Napoléon is gebaseerd.
Het vredegerecht en de vrederechter in deze betekenis komen alleen nog voor in België, Luxemburg en Zwitserland. In Frankrijk zelf is de vrederechter in 1958 afgeschaft. Ook Nederland en delen van Duitsland en Italië waar de Code Napoléon tijdens de Franse bezetting begin negentiende eeuw was ingevoerd, kenden korte of langere tijd het instituut van de vrederechter. Dit gold onder andere decennialang in de Duitse gebieden ter linkerzijde (westelijk) van de Rijn. In Nederland werden vrederechter en vredegerecht in 1838 vervangen door de kantonrechter en het kantongerecht.
Het werkgebied van een vredegerecht komt traditioneel (dat wil zeggen in Frankrijk en sommige landen waar het systeem werd overgenomen) overeen met een kanton; dit verschilt echter per land. In Luxemburg zijn er maar drie vredegerechten terwijl het land in twaalf kantons is verdeeld; in België maakt men tegenwoordig onderscheid in kieskantons en gerechtelijke kantons.
In de Duitse deelstaat Baden-Württemberg waren er van 1949 tot 1960 eveneens vredegerechten.

## Andere betekenissen
Veel landen met een rechtstelsel gebaseerd op common law kennen functionarissen met de naam Justice of the Peace. Hoewel dit letterlijk hetzelfde betekent als 'vrederechter', is dit een fundamenteel verschillend instituut. De rechtbank die het dichtste aansluit bij het begrip 'vredegerecht' is het small claims court.
De vrederechtspraak in Nederland tijdens de Duitse bezetting in de Tweede Wereldoorlog was gericht op het aanpakken van politieke tegenstanders van de bezetter en van de NSB. Ook dit staat los van de oorspronkelijke functie van de vrederechter.